# Pieprzowe
Pieprzowe (Piperidae Reveal) – podklasa wyróżniona w systemie Reveala (1993-1999) i tam zaliczana do klasy Piperopsida Bartl. Nowsze badania i oparty na nich system APG II (współtworzony także przez Jamesa Reveala, opublikowany w 2003 r.) ujawniły brak pokrewieństwa między zestawionymi tu taksonami. M.in. bukietnicowate Rafflesiaceae zaliczane są obecnie do malpigiowatych Malpighiales, Cynomoriaceae do skalnicowców Saxifragales, a gałecznicowate Balanophoraceae do sandałowców Santalales. 

## Systematyka
- Nadrząd: Balanophoranae R. Dahlgren ex Reveal, Novon 2: 235 1992
  - Rząd: Balanophorales Dumort., Anal. Fam. Pl.: 65 1829
  - Rząd: Cynomoriales Burnett, Outl. Bot.: 1073, 1090, 1100 1835
- Nadrząd: Lactoridanae Tahkt. ex Reveal & Doweld 1999
  - Rząd: Aristolochiales - kokornakowce
  - Rząd: Lactoridales Takht. ex Reveal, Phytologia 74: 174 1993
- Nadrząd: Piperanae Reveal, Phytologia 76: 3 1994
  - Rząd: Piperales Dumort., Anal. Fam. Pl.: 65 1829 - pieprzowce
- Nadrząd: Rafflesianae Thorne ex Reveal, Phytologia 79: 71 1996
  - Rząd: Hydnorales Takht. ex Reveal, Novon 2: 239 1992
  - Rząd: Rafflesiales Oliv., Nat. Hist. Pl. 2: 755 1895 - bukietnicowce, raflezjowce